# Violet Huntová
Isobel Violet Hunt (28. září 1862 Durham – 16. ledna 1942 Londýn) byla britská spisovatelka, autorka novel a feministických románů. V roce 1908 pomáhala založit organizaci Women Writers' Suffrage League – ligu žen spisovatelek. Podílela se také založení mezinárodního PEN klubu.

## Životopis
Isobel Violet Huntová se narodila v anglickém Durhamu. Jejím otcem byl anglický malíř Alfred William Hunt, její matka byla spisovatelka a překladatelka Margaret Raine Huntová. V roce 1865 se rodina přestěhovala do Londýna. Violet Huntová vyrůstala mezi uměleckou skupinou anglických malířů, kritiků a básníků, kteří si říkali Bratrstvo Prerafaelitů. Znala se s Johnem Ruskinem a Williamem Morrisem. Říká se, že Oscar Wilde, přítel se kterým si dopisovala, jí v roce 1879 v Dublinu požádal o ruku. Z toho se dá usuzovat, že v tom roce muselo být Violet alespoň dvacet let. Tato událost vedla ke zpřesnění jejího data narození na rok 1862, tedy ne rok 1866, jak se mnohdy uvádí. Violet Huntová zemřela 16. ledna 1942 v Londýně.

## Literární dílo
Violet Huntová ve své tvorbě používala mnoho literárních forem. Psala povídky, romány, monografie a biografie. Byla aktivní feministkou a její romány The Maiden's Progress a A Hard Woman byly inspirovány feministickými ideály konce 19. a počátku 20. století. Na feministické hnutí měl výrazný vliv článek irské spisovatelky Sarah Grandové z roku 1894, ve kterém použila termín New Woman (Nová žena). Sarah v něm psala o nezávislých ženách hledajících radikální společenskou změnu.
Povídková sbírka Violet Huntové Tales of the Uneasy je příkladem beletrie zabývající se nadpřirozenými tématy. Za její nejlepší práci je považován román White Rose of Weary Leaf. Naopak životopis anglické umělkyně Elizabeth Eleanor Siddall je považován za nepříliš spolehlivý, příliš zaměřený proti manželovi Siddalové, kterým byl Dante Gabriel Rossetti. Violet byla také aktivní členkou literárních organizací, v roce 1908 byla spoluzakladatelkou společnosti žen spisovatelek Women Writers' Suffrage League a v roce 1921 stála u zrodu mezinárodní organizace PEN.
Přes množství literární prací její hlavní úloha ve feministickém hnutí spočívá v organizování literárních salónů ve svém domě v South Lodge, v Campden Hill. Mezi její hosty patřili Rebecca Westová, Ezra Pound, Joseph Conrad, Wyndham Lewis, D. H. Lawrence a Henry James. To ona pomohla Fordovi Madox Huefferovi, známému jako Ford Madox Ford založit v roce 1908 časopis The English Review. Mnoho z těchto lidí se stalo předlohou pro postavy v jejích románech, například v románech Their Lives (Jejich životy) a Their Hearts (Jejich srdce).
Violet Huntová se nikdy nevdala. Měla ale mnoho vztahů, většinou se staršími muži. Mezi jejími milenci byli William Somerset Maugham a Herbert George Wells. Dlouhý vztah měla s ženatým Madoxem Fordem. Žili spolu od roku 1910 do roku 1918 v jejím domě v South Lodge (a to včetně jeho osmidenního věznění v roce 1911, kdy odmítl platit své zákonné manželce prostředky na podporu jejich dvou dcer). Stala se předlohou postavy Florence Dowell v jeho románu The Good Soldier a jako promiskuitní Sylvia Tietjens v jeho tetralogii Parade's End. Byla inspirací pro charakter Rose Waterfield v románu Somerseta Maughama The Moon and Sixpence a pro postavu Norah Nesbit v románu Of Human Bondage. Byla také předlohou pro Claire Temple, ústřední postavu románu irského spisovatele Norah Houlta z roku 1944 There Were No Windows.
Vilolet Hunt napsala dvě sbírky nadpřirozených příběhů, Tales of the Uneasy a More Tales of the Uneasy. Příběhy popsal americký nakladatel Everett Franklin Bleiler jako „Vynikající příběhy, ve kterých se nadpřirozeno používá jako virtuální technika k poukázání na ironii osudu a na intimní vztah života a smrti“. Historik R. S. Hadji, jenž se věnoval historii hororů, zahrnul její Tales of the Uneasy na svůj seznam „nespravedlivě zanedbávaných“ hororových knih. Violet Huntová zemřela na zápal plic ve svém domě 16. ledna 1942. Je pohřbena spolu se svými rodiči na hřbitově v Brookwoodu.

### Dílo
- The Maiden's Progress (1894)
- A Hard Woman, a Story in Scenes (1895)
- The Way of Marriage (1896)
- Unkist, Unkind! (1897)
- The Human Interest – A Study in Incompatibilities (1899)
- Affairs of the Heart (1900) povídky
- The Celebrity at Home (1904)
- Sooner Or Later (1904)
- The Cat (1905)
- The Workaday Woman (1906)
- White Rose Of Weary Leaf (1908)
- The Wife of Altamont (1910)
- The Life Story Of A Cat (1910)
- Tales of the Uneasy (1911) povídky
- The Doll (1911)
- The Governess (1912) spolu s Margaretou Raine Huntovou
- The Celebrity's Daughter (1913)
- The Desirable Alien (1913) (spolu s Ford Madox Fordem)
- The House of Many Mirrors (1915)
- Zeppelin Nights: A London Entertainment (1916) (spolu s Ford Madox Fordem)
- Their Lives (1916)
- The Last Ditch (1918)
- Their Hearts (1921)
- Tiger Skin (1924) povídky
- More Tales of The Uneasy (1925) povídky
- The Flurried Years (1926) autobiography, (U.S., I Have This To Say)
- The Wife of Rossetti – Her Life and Death (1932)
- Return of the Good Soldier: Ford Madox Ford and Violet Hunt's 1917 Diary (1983) (spolu s Ford Madox Fordem)[7]